# Association plusieurs-à-un
En gestion de base de données, une association plusieurs-à-un détermine que plusieurs enregistrements de la table principale sont en relation avec une seule valeur de la table secondaire.

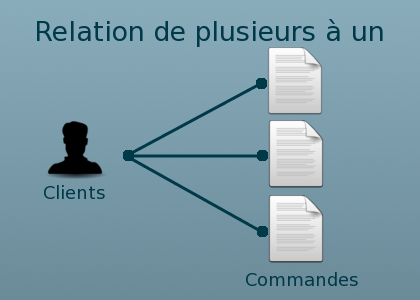
Relation de plusieurs à 1.

## Exemple
Dans une table principale contenant les commandes des clients, et une table secondaire contenant les clients, plusieurs commandes peuvent correspondre à un même client mais plusieurs clients ne peuvent correspondre à une seule commande. Cette relation est notée 1,n ou 0,n.